# Cinto Euganeo
Cinto Euganeo är en ort och kommun i provinsen Padova i regionen Veneto i Italien. Kommunen hade 1 962 invånare (2018).